# Marathon Rotterdam 1998
De Marathon Rotterdam 1998 werd gelopen op zondag 19 april 1998. Het was de achttiende editie van deze marathon.
Deze editie was tevens de best bezochte.
Bij de mannen was de Spanjaard Fabián Roncero het sterkst; hij finishte in 2:07.26. Hij miste hiermee het wereldrecord en de bonus van 150.000 dollar. Onderweg had hij te kampen met kramp. De Keniaanse Tegla Loroupe had meer succes bij de vrouwen. Met haar finishtijd van 2:20.47 verbeterde ze niet alleen het parcoursrecord, maar ook het wereldrecord op de marathon.
In totaal finishten 7863 marathonlopers de wedstrijd.

## Uitslagen

### Mannen
| rang   | naam                 | land | tijd             |
| ------ | -------------------- | ---- | ---------------- |
| Goud   | Fabián Roncero       | ESP  | 2:07.26          |
| Zilver | Bong-Ju Lee          | KOR  | 2:07.44          |
| Brons  | Danilo Goffi         | ITA  | 2:08.33          |
| 4      | Josephat Kiprono     | KEN  | 2:09.11          |
| 5      | Nozomi Saho          | JPN  | 2:09.23          |
| 6      | Bert van Vlaanderen  | NED  | 2:10.27          |
| 7      | Daisuke Tokunaga     | JPN  | 2:12.02          |
| 8      | Kamal Ziani          | MAR  | 2:12.09          |
| 9      | Greg van Hest        | NED  | 2:12.57          |
| 10     | Sammy Lelei          | KEN  | 2:14.29          |
| 11     | Fabio Caldiroli      | ITA  | 2:15.32          |
| 12     | David Cavers         | GBR  | 2:16.06          |
| 13     | Michel de Maat       | NED  | 2:16.25          |
| 14     | Peter Visser         | NED  | 2:16.40          |
| 15     | William Kiplagat     | KEN  | 2:17.14          |
| 16     | Abdelhakim Bagy      | FRA  | 2:17.29          |
| 17     | Valeriy Lisov        | RUS  | 2:18.02          |
| 18     | Peter van der Velden | NED  | 2:18.19          |
| 19     | Aart Stigter         | NED  | 2:18.52 (1e M40) |
| 20     | Nico Hamers          | NED  | 2:19.09          |

### Vrouwen
| rang   | naam                | land | tijd    |
| ------ | ------------------- | ---- | ------- |
| Goud   | Tegla Loroupe       | KEN  | 2:20.47 |
| Zilver | Junko Asari         | JPN  | 2:26.11 |
| Brons  | Nadezhda Wijenberg  | RUS  | 2:30.08 |
| 4      | Maria Luisa Muñoz   | ESP  | 2:31.55 |
| 5      | Nobuko Matsuyama    | JPN  | 2:34.14 |
| 6      | Maryse LeGallo      | FRA  | 2:35.09 |
| 7      | Elizabeth Mongudhi  | NAM  | 2:36.44 |
| 8      | Mieke Pullen        | NED  | 2:41.42 |
| 9      | Betty Vansteenbroek | BEL  | 2:43.08 |
| 10     | Annie Coathalem     | FRA  | 2:43.11 |
| 11     | Erika Souverijn     | NED  | 2:47.06 |
| 13     | Agnes Hijman        | NED  | 2:52.29 |
| 14     | Carla Ophorst       | NED  | 2:53.22 |
| 20     | Monique Bruins      | NED  | 3:02.50 |

1981 ·
1982 ·
1983 ·
1984 ·
1985 ·
1986 ·
1987 ·
1988 ·
1989 ·
1990 ·
1991 ·
1992 ·
1993 ·
1994 ·
1995 ·
1996 ·
1997 ·
1998 ·
1999 ·
2000 ·
2001 ·
2002 ·
2003 ·
2004 ·
2005 ·
2006 ·
2007 ·
2008 ·
2009 ·
2010 ·
2011 ·
2012 ·
2013 ·
2014 ·
2015 ·
2016 ·
2017 ·
2018 ·
2019 ·
2020 ·
2021 ·
2022 ·
2023 ·
2024